# María Almudéver
María Almudéver (Alcàsser, 1977) és una actriu valenciana de teatre, cinema i televisió. És llicenciada en Art Dramàtic el 1998 a l'Escola de l'Actor de València.

## Televisió
Debuta a la pantalla petita el 1997 en la sèrie "A flor de pell" de Canal 9. El salt a la televisió a nivell estatal el dona en la sèrie "Policías" (2002), on va col·laborar en 5 capítols. A aquestes primeres incursions van succeir les del biopic, basat en la figura del poeta valencià, Ausiàs March (2002); el telefilm "Las palabras de Vero" (2005), sobre la integració de les persones amb síndrome de Down i la versió per a la pantalla petita de la novel·la de Vicente Blasco Ibáñez, "Arròs i tartana" (2003), coproduïda per Televisió Espanyola, i protagonitzada per Carmen Maura, José Sancho i Eloy Azorín. Pel seu paper com «Tonica» en aquesta última va ser distingida amb el Premi Tirant a la Millor Actriu Secundària d'aquest any.
Consolida la seua popularitat a la sèrie "Aquí no hay quien viva" d'Antena 3 (2004) i en els darrers anys participa a diferents sèries valencianes pera TVV com "En l'aire" (2005), "Negocis de Família" (2005) o el conjunt de treballs d'Albena Teatre i Conta Conta Produccions per a la televisió pública valenciana com Socarrats (2007-2008) o Per Nadal, torrons! (2007), i per À Punt amb La Vall (2018).

## Teatre
En l'àmbit teatral debuta amb "Joan, el Cendrós", dirigida per Carles Alberola amb la companyia Albena Teatre (1999), amb qui torna a col·laborar en l'obra "Paraules en Penombra" (2001), de Gonzalo Suárez. Bona part important de la seva trajectòria interpretativa està lligada a la companyia Teatre de l'Ull, amb la qual ha col·laborat en els muntatges "Foc i Canya" (1998), "La balada de les bèsties" (1999) i "Ritme & Foc" (2000). Altres de les obres teatrals en les quals ha participat són: A ras de cielo, de Juan Luis Mira i dirigida per Rafa Calatayud per a Jácara Teatro; "Els temps i els Conway", de John Boynton Priestley, dirigida per Joan Peris per a la Companyia de Teatre Micalet (2004); o "Aurora De Gollada", dirigida per Josep Manel Casany per Krisis Teatro-Danza.
Així mateix en 2005 funda, juntament amb Cristina Fernández, Yessica Pons i Geles Alonso la seva pròpia companyia teatral, Krisis Teatro-Danza, amb la qual ha produït, fins a la data, la trilogia d'espectacles: "Esperando-T" (2005), "Vuela-T" (2006) o "Muere-T" (2007), tots ells dirigits per Pep Ricart. "Muere-T" obté 9 nominacions en diferents categories en l'última edició dels Premis de Teatres de la Generalitat Valenciana i altres 5 en els II Premis Abril de Teatre, dels quals es va alçar amb els de Millor Ballarina i Millor Coreografia, per a Cristina Fernández, i Millor Espectacle de Dansa.

## Cinema
Pel que fa als seus treballs cinematogràfics, destaquen les pel·lícules Matar al ángel, de Daniel Múgica (2003), Cien maneras de acabar con el amor, de Vicente Pérez Herrero (2004), l'actuació del qual va ser candidata al Premi a la Millor Interpretació Femenina de la Mostra Cinema València; i Arran de terra, telefilm de Carles Pastor (2004); Presumptes implicats, telefilm d'Enric Folch; La Torre de Babel, telefilm de Giovanna Ribes; o el seu primer treball en l'estranger, Through the night 'till morning del director croat Tomislav Radic.